# قضاء الرمثا
قضاء الرمثا قضاء يقع في لواء الرمثا، محافظة إربد في الأردن. ينتمي القضاء للواء الرمثا الذي يضم قضاء واحد. يقدر عدد سكانه بـ 238502 نسمة حسب إحصاء 2015.

## الوصلات الخارجية
- دائرة الاحصاءات العامة